# 卡皮坦卡 (弗拉季伊夫卡區)
47°44′8″N 30°33′13″E / 47.73556°N 30.55361°E
卡皮坦卡（烏克蘭語：Капітанка），是烏克蘭的村落，位於該國南部尼古拉耶夫州，由弗拉季伊夫卡區負責管轄，始建於1907年，面積0.55平方公里，海拔高度146米，2001年人口76，人口密度每平方公里138.2人。